# Абугаттас, Роберто
Роберто Абугаттас Абоино (исп. Roberto Abugattas Aboino; 17 января 1943, Мольендо, Арекипа — 10 января 2024, Лима) — перуанский прыгун в высоту, участник двух летних Олимпийских игр, бронзовый призёр Панамериканских игр 1967 года.

## Биография
В 1964 году Роберто Абугаттас дебютировал не летних Олимпийских играх в Токио. В квалификационном раунде перуанский прыгун в высоту успешно преодолел начальную высоту 1,90 м, однако уже на 1,95 м у Абугаттаса возникли проблемы. Только со второй попытки ему удалось преодолеть данный рубеж. Для попадания в финал необходимо было преодолевать 2,06 м, но перуанец трижды не смог взять двухметровую высоту и выбыл из борьбы за медали, заняв лишь итоговое 26-е место.
На Панамериканских играх 1967 года Абугаттас смог завоевать самую значимую награду в карьере. В прыжках в высоту перуанец с результатом 2,05 завоевал бронзу соревнований, уступив лишь двум американским прыгунам. В 1968 году Абугаттас принял участие в летних Олимпийских играх в Мехико. Также в прыжках в высоту вместе с Роберто выступал его брат Фернандо Абугаттас. По сравнению с прошлыми Играми вырос квалификационный норматив. Для выхода в финал теперь необходимо было брать высоту 2,14 м. Роберто Абугаттас начал свои выступления с 2,00 м и преодолел её со второй попытки, однако уже на следующей высоте (2,06 м) перуанский прыгун не смог выполнить ни одной удачной попытки и завершил выступление на олимпийском турнире. Фернандо также не смог покорить данную высоту, но поскольку на его счету была удачная попытка на 2,03 м, то в итоговом протоколе оказался выше брата.